# Athrabeth Finrod ah Andreth
La «Athrabeth Finrod ah Andreth» (traducido del élfico como «Conversación» o «debate entre Finrod y Andreth») es un relato corto del escritor británico J. R. R. Tolkien, relacionado con su legendarium. Narra el diálogo que sostuvieron, en Beleriand y durante el año 409 de la Primera Edad del Sol, Finrod Felagund, rey elfo de Nargothrond, y Andreth, hija de Boromir, de la casa de Bëor, una sabia mujer de la raza de los hombres. 
Posiblemente es el relato de Tolkien que más refleja sus profundas convicciones católicas.  Andreth asevera que Eru (que en este contexto es el nombre élfico del Dios cristiano) creó originalmente a los hombres como seres perfectos y destinados a la inmortalidad pero, seducidos por Morgoth (el Maligno, o sea, Satanás), fueron privados de ese destino. Finrod se muestra escéptico y gentilmente argumenta que no es posible para Morgoth modificar la naturaleza original con la que Eru Ilúvatar concibió a los Hombres, quienes confunden la muerte con el temor. Destaca, también, la falta de esperanza de la raza humana en lo que le espera tras la muerte y su sufrimiento por la corta vida que se les ha asignado. También queda claro el concepto de alma (fëa en el relato) como eterna, y que mora solo por un tiempo en el cuerpo físico (hröa, «la casa del espíritu» en el relato), y es precisamente esta aparente contradicción en la doble naturaleza humana (alma inmortal y cuerpo mortal) la que motiva los amargos reclamos y cuestionamientos de Andreth a lo largo del debate con Finrod, respecto a la muerte, a su amor por el hermano de Finrod, Aegnor y al destino de la humanidad. En el contexto del pensamiento católico del autor, queda claro que el dilema planteado sólo puede ser resuelto a partir de la glorificación del cuerpo que, según la doctrina católica, es el destino último de los seres humanos, habiendo sido Jesucristo el primero en haber alcanzado ese estado, que será el de la humanidad redimida tras el Juicio Final.
A lo largo de la conversación, se vislumbra el papel que les está reservado a los Hombres en una futura redención de la Creación, hasta llegar a una nueva Arda (Tierra) libre de mal (concepto cristiano de los Cielos nuevos y la Tierra nueva). Por último se insinúa la futura Encarnación de Dios en el mundo como único remedio para el mal que Morgoth ha causado; Andreth denomina a este hecho, que considera casi imposible, La Antigua Esperanza y menciona que es una de las pocas tradiciones que los humanos conservan de su oscuro origen. Tolkien recoge aquí el mito cristiano de una promesa de Redención dada por Dios mismo tras la expulsión de Adán y Eva del Paraíso. Finrod, sin pronunciarse sobre tal tradición, insta a su interlocutora a considerar la Esperanza (Estel en élfico) como algo no basado en la experiencia, sino como un acto de pura confianza.